# Condrița
Condrița è un comune della Moldavia appartenente al Municipio di Chișinău di 658 abitanti al censimento del 2004